# Рубіж (військова справа)
Рубіж — сукупне поняття у військовій справі: — умовна лінія, смуга (ділянка) місцевості (акваторії), площина в просторі, з якої відраховується початок (кінець), певний етап будь-яких дій військ, сил і засобів. При підготовці й в ході бойових дій встановлюються рубежі різного призначення.

## Зміст
Рубіж безпечного віддалення — умовна лінія на місцевості, що позначає мінімальну відстань від намічених районів розривів (точок падіння) своїх боєприпасів до передових підрозділів своїх військ, на якому особовий склад не уражається.
Рубіж введення в бій (битву) — смуга місцевості, з якої другий ешелон або резерв починають бойові дії. Він встановлюється командиром (командуючим) в рішенні і уточнюється в ході бою (операції).
Рубіж зустрічі —
- умовна лінія, на якій передбачається чи відбулася зустріч своїх військ, що наступають (висуваються) назустріч один одному. Призначається при діях на оточення противника, розчленуванні і знищенні його оточених угруповань, при виході своїх військ з оточення назустріч деблокуючого угрупованню;
- смуга (ділянка) місцевості, де передбачається або сталося зіткнення військ сторін під час зустрічного бою (битви).

Рубіж димопуску — ділянка місцевості, з якого здійснюється димопуск при постановці димових завіс.
Рубіж мінування — ділянка місцевості, призначена для установки мінних полів і руйнування окремих об'єктів (мостів, віадуків і тому подібне) з метою затримки просування противника і нанесення йому втрат. Призначаються на напрямках атак, контратак (контрударів) противника для прикриття загородженнями і руйнуваннями рубежів розгортання своїх військ, загрозливих флангів, стиків і проміжків, закріплення захоплених рубежів, прикриття ділянок морського узбережжя, на яких імовірна висадка десанту противника.
Рубіж спостереження і виявлення — смуга акваторії, в межах якої здійснюється виявлення військово-морських сил противника, визначається їх склад, напрям руху і швидкість ходу. Видалення рубежу від сил, призначених для завдання удару по противнику, визначається в залежності від часу, необхідного для виявлення противника, прийняття рішення, постановки задач своїм силам і приведення їх у готовність до дії.
Рубіж виявлення і розпізнавання — площина в повітряному просторі (умовна лінія на місцевості, акваторії), відповідна положенню літальних апаратів (наземних або надводних об'єктів) в момент їх виявлення і встановлення належності. Служить для визначення та регулювання ступеня бойової готовності засобів боротьби з повітряними, космічними, надводними і наземними об'єктами (цілями) противника. Виходячи з можливостей різних засобів розвідки зазвичай намічають кілька таких рубежів.
Рубіж оборони, оборонний рубіж — смуга (ділянка) місцевості, зайнята або підготовлена в інженерному відношенні до заняття військами для ведення оборонних дій (Армійський рубіж оборони, Смуга оборони, Фронтовий рубіж оборони).
Рубіж оповіщення — умовна лінія, при підході до якої повітряного противника починається оповіщення про нього військ і об'єктів. Видалення рубежу від своїх військ і об'єктів залежить від дальності виявлення повітряних цілей, часу на визначення їх координат і напряму польоту, а також на передачу сигналів оповіщення.
Рубіж перехоплення повітряних цілей — смуга місцевості, над якою винищувальна авіація перехоплює і знищує повітряного противника. Розрізняють розрахунковий, заданий і фактичний рубежі перехоплення. Видалення розрахункового рубежу від об'єкта, що прикривається, залежить від дальності виявлення повітряного противника, тактико-технічних характеристик своїх літаків-винищувачів і літаків противника, часу, що витрачається на визначення даних про противника, прийняття рішення і постановку задач винищувачам, а також положення, з якого здійснюється перехоплення. Заданий рубіж призначається в діапазоні розрахункових рубежів залежно від конкретної обстановки. Фактичний рубіж — реальний рубіж застосування винищувачами зброї по повітряній цілі.
Рубіж переходу в атаку — лінія (ділянка місцевості), з якої війська в бойовому порядку починають атаку. Призначається можливо ближче до переднього краю оборони противника так, щоб висунення мотострілецьких і танкових підрозділів відбувалося приховано, а видалення дозволяло їм безупинно на максимальних швидкостях досягти переднього краю противника у вказаний час «Ч». При наступі з положення безпосереднього зіткнення з противником кордоном переходу в атаку, як правило, є перша траншея вихідного району частин і з'єднань. У деяких варіантах він іменувався кордоном атаки або кордоном розгортання для атаки.
Рубіж пуску ракет — умовна лінія на місцевості, по досягненні якої авіаційні літальні апарати здійснюють пуск ракет з наземного (надводному) об'єкту. Визначається з урахуванням характеру об'єкта, дальності пуску і системи наведення і управління ракет, типу, висоти і швидкості польоту літального апарата, а також факторів, що впливають на політ ракети: прискорення падіння, щільності повітря тощо.
Рубіж радіолокаційний — умовна лінія на місцевості, акваторії або в повітряному, космічному просторі, з якої РЛС виявляють цілі (об'єкти) із заданою імовірністю. Видалення рубежу залежить від типу РЛС, характеру цілей і умов виявлення.
Рубіж розгортання — умовна лінія на місцевості, з якої частини (підрозділи) перешиковуються з похідного порядку у передбойовий або з передбойового порядку в бойовий. Залежно від побудови похідного порядку можуть призначатися рубежі розгортання в батальйонні, ротні або взводні колони. Рубежі розгортання призначаються для військ, що переходять у наступ з ходу, у зустрічному бою — для з'єднань, частин, висуваються до рубежу введення у бій; в обороні — другим ешелонам (загальновійськовим резервам) при їх висуненні для нанесення контрударів (контратак).
Рубіж регулювання — умовна лінія на місцевості, на яку війська, які здійснюють марш по декількох маршрутах, повинні головами колон вийти в певний час. Визначається в цілях регулювання руху колон в ході маршу, звичайно через кожні 3-4 години руху на тактично важливих рубежах, на межах ділянок маршрутів з різними швидкостями руху військ. При висуванні військ з вихідних районів для наступу з ходу рубежами регулювання служать також рубежі розгортання в батальйонні, ротні і взводні колони.
Рубіж спішування — смуга місцевості, що призначається для спішування механізованих підрозділів з БМП (БТР). Вибирається можливо ближче до переднього краю оборони противника з розрахунком, щоб спішування здійснювалося після розгортання танкових і механізованих підрозділів у бойову лінію, в місцях, укритих від спостереження і прицільного вогню кулеметів, вогню артилерії прямою наводкою і протитанкових засобів противника.